# Martwa natura: wazon z irysami
Martwa natura: wazon z irysami – to tytuł dwóch obrazów, namalowanych jednocześnie przez Vincenta van Gogha w maju 1890 roku podczas jego pobytu w miejscowości Saint-Rémy, mających za temat martwą naturę z bukietem irysów.
- Martwa natura: wazon z irysami (hol. Vaas met paarse irissen tegen roze achtergrond, ang. Still Life: Vase with Irises)[2][3]

Nr kat.: F 680, JH 1978.
- Martwa natura: wazon z irysami na żółtym tle (hol. Irissen, ang. Still Life: Vase with Irises Against a Yellow Background)[4]

Nr kat.: F 678, JH 1977.
Ten ostatni jest jednym z najbardziej znanych obrazów van Gogha z gatunku martwa natura z kwiatami.

## Historia i opis
Van Gogh o pracy nad obrazem poinformował brata Theo w liście napisanym 11 lub 12 maja 1890:
Maluję właśnie (...) dwa płótna przedstawiające duży bukiet fioletowych irysów, jeden na różowym tle, gdzie efekt jest stonowany i harmonijny dzięki kombinacji zieleni, różów i fioletów. Z drugiej strony, drugi fioletowy bukiet (zakres barw od karminu do czystego błękitu pruskiego) odcinający się na jaskrawym, cytrynowym tle, z innymi, żółtymi odcieniami wazonu i podstawy, na której on spoczywa, w sumie jest to efekt bardzo odmiennych barw dopełniających, które wzmacniają się poprzez ich zestawienie obok siebie.
Oba obrazy stanowią pewną osobliwość, jako że należą do nielicznych martwych natur namalowanych przez van Gogha podczas jego pobytu w szpitalu psychiatrycznym w Saint-Rémy, chociaż artysta uprawiał ten gatunek już przedtem, począwszy od pobytu w Etten (1881) i powrócił do niego po wyjeździe z Saint-Rémy do Auvers-sur-Oise (1890). Być może podczas pobytu w Saint-Rémy bardziej pociągały go okoliczne pejzaże, w tym drzewa oliwkowe i cyprysy. Możliwe też, że malując martwą naturę z irysami antycypował swoją wyprowadzkę ze szpitala i wyjazd na północ, do Auvers-sur-Oise.
Dzięki wnikliwej obserwacji kwiaty zostały namalowane z drobiazgową dbałością o szczegóły – każdy z nich został przedstawiony indywidualnie. Van Gogh malował je z taką samą dokładnością jak portrety. Wysmukłe, podobne do mieczy liście zestawił z aksamitną bujnością delikatnych, urodziwych kwiatów. Dolna część malowidła to eksplozja żółci. Cytrynowe tło, otaczające irysy, uwydatnia ich zimne barwy. Masa kwiatów wydaje się całkowicie przytłaczać wazon. Podobnego kontrastu barw van Gogh użył już wcześniej w obrazie Siewca.
Irysy zostały wcześniej przedstawione na obrazie Tryptyk Portinarich niderlandzkiego malarza epoki renesansu Hugo van der Goesa, który, podobnie jak van Gogh, cierpiał na ciężką chorobę psychiczną i podjął próbę samobójstwa. Van Gogh znał dobrze jego historię i wspominał o niej kilka razy w swoich listach.